# Reengineering
Il reengineering ("reingegnerizzazione") è un metodo utilizzato in campo manageriale per sopperire a risultati insoddisfacenti. Ciò avviene ripensando l'azienda per processi orizzontali e riprogettando gli stessi secondo precisi standard di efficienza. Le aziende riprogettando i loro processi possono ottenere miglioramenti durevoli di costo, efficienza e qualità.
Riprogettare i processi non è semplice, in quanto crea problemi nel rapporto con la gerarchia, ridisegna i confini tra una funzione e l'altra unendo anche tra di loro figure professionali che precedentemente lavoravano distaccate (team eterogenei), sposta il potere decisionale ai livelli più bassi della struttura organizzativa, ecc.
Bisogna quindi ripensare le aziende mettendo al centro dei posti ritenuti importanti figure professionali adatte a ragionare in tal senso invece che gli statici capi funzionali, dando valore ai risultati complessivi di un processo e non alle misure intermedie della quantità di lavoro svolta da ciascuno e integrando i partner esterni (fornitori, agenti, distributori ecc.) nei propri processi aziendali e viceversa.
Riprogettare i processi aziendali richiede a priori la volontà di ottenere miglioramenti enormi nell'efficienza, dato che non si fa una rivoluzione per ottenere miglioramenti incrementali. Il meccanismo operativo passa attraverso quattro fasi:
1. Definire quali sono i processi aziendali fondamentali; non sono le funzioni esistenti ma i processi che le attraversano orizzontalmente;
2. Far comprendere a tutta l'organizzazione l'importanza dei processi orizzontali;
3. Misurare i risultati attuali dei processi in termini di rilevanza per il cliente finale;
4. Riprogettare seriamente i principali processi, per ottenere i risultati desiderati.